# Lasarettsläkare
Lasarettsläkare är en gammal benämning på läkaren som tjänstgjorde vid ett lasarett.
Vid 1800-talets slut fanns ofta endast en läkare vid varje sjukhus. Eventuellt kunde en assistentläkare finnas. Lasarettsläkaren  Sverige utnämndes av Medicinalstyrelsen på lasarettsdirektionens förslag. Han fick inte inneha annan tjänst utan Medicinalstyrelsens särskilda tillstånd. I lasarettsdirektionen tjänstgjorde lasarettsläkaren som föredragande. Han deltog i diskussionerna men fick inte delta i besluten.
Efter hand anställdes flera lasarettsläkare vid samma sjukhus, i första hand en ansvarig för den kirurgiska verksamheten, och en för den invärtesmedicinska. Lasarettsläkarrollen motsvaras idag närmast av rollen som klinikchef.